# Pulseplagg
Pulseplagg è un singolo del gruppo musicale statunitense Crosses, pubblicato il 7 febbraio 2024 come quarto estratto dal secondo album in studio Goodnight, God Bless, I Love U, Delete..

## Descrizione
Dal punto di vista musicale si tratta di uno dei brani più sperimentali dell'album, caratterizzato da una forte impronta electro. Il titolo invece è una parola casuale che non rappresenta nulla di concreto: secondo quanto spiegato dal frontman Chino Moreno, Pulseplagg era un titolo di lavorazione provvisorio scelto dal polistrumentista Shaun Lopez nel 2021 durante la fase di creazione, rimasto poi definitivo.

## Promozione
Pulseplagg è stato distribuito unicamente nel formato vinile in occasione della seconda tappa statunitense del Familiar World Tour partito nel medesimo giorno di uscita a Salt Lake City. Contrariamente ai restanti singoli dell'album, per esso non è stato realizzato alcun video musicale ma solo un visualizer diffuso nello stesso giorno di uscita di Goodnight, God Bless, I Love U, Delete..

## Tracce
Testi di Chino Moreno, musiche dei Crosses e Nate Donmoyer.
1. Pulseplagg – 2:32

## Formazione
Hanno partecipato alle registrazioni, secondo le note di copertina di Goodnight, God Bless, I Love U, Delete.:
Gruppo
- Chino Moreno – voce, strumentazione, programmazione
- Shaun Lopez – strumentazione, programmazione

Produzione
- Crosses – produzione, direzione creativa, ingegneria del suono
- Clint Gibbs – missaggio
- Shaun Lopez – produzione e ingegneria parti vocali
- Eric Broyhill – mastering
- Nate Donmoyer – produzione e ingegneria del suono
- Frank Maddocks – direzione artistica, design
- Brian Ziff – fotografia